# Hohes Rad (Riesengebirge)
Das Hohe Rad (polnisch Wielki Szyszak, tschechisch Vysoké Kolo) ist mit 1509 m nach Schneekoppe, Luční hora (Hochwiesenberg) und Studniční hora (Brunnberg) der vierthöchste Berg des Riesengebirges und die höchste Erhebung im westlichen Teil des Gebirges. Die Staatsgrenze zwischen Polen und Tschechien verläuft über den Gipfel.

## Lage und Umgebung
Direkt am Gipfel steht das weithin sichtbare, verfallene Denkmal von Kaiser Wilhelm I. Auf der nordwestlichen Schulter, unmittelbar am Rand der Schneegruben (poln. Śnieżne Kotły) befindet sich die markante ehemalige Schneegrubenbaude (Schronisko nad Śnieżnymi Kotłami), die heute als Fernseh- und Rundfunksender sowie als meteorologische Station dient. Direkt unter der Südflanke liegt die Martinsbaude (Martinova bouda), eine der traditionellen Bergbauden des Riesengebirges. Westlich – in einer Entfernung von etwa zwei Kilometern – befindet sich in einer weiten Hochmoorfläche das Quellgebiet der Elbe.
Auf der tschechischen Südseite (Böhmen) fällt der Berg allmählich zum Elbgrund (Labský důl) hin ab. Auf der polnischen Nordseite (Schlesien) weist das Hohe Rad ausgedehnte, überwiegend mit Flechten bewachsene abschüssige Schutthalden und einen Steilabsturz in die Schneegruben mit teilweise 150 Meter hohen senkrechten Felswänden auf.

## Wege zum Gipfel
Der Polnisch-tschechische Freundschaftsweg entlang des Hauptkamms (Kammweg) führt aus Naturschutzgründen nördlich unterhalb des Gipfels vorbei. Am Freundschaftsweg befand sich 300 Meter westlich des Gipfels ein kleiner Abzweig. Dieser Steig ist seit 2009 gesperrt, ein Zugang nur noch bei Schneelage auf dem Winterweg möglich.

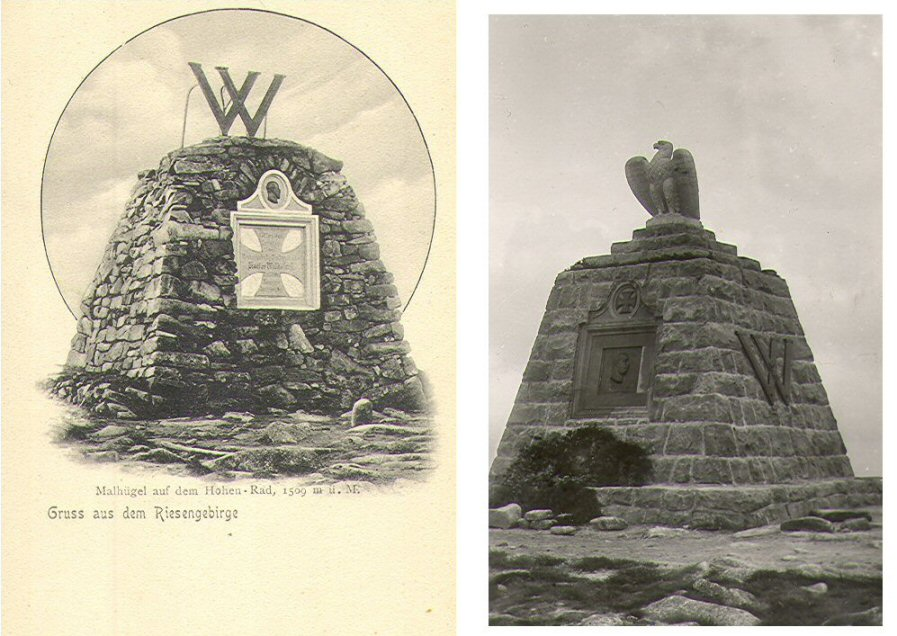
Denkmal für Kaiser Wilhelm I. auf dem Gipfel, links in erster Ausführung, rechts nach Erneuerung
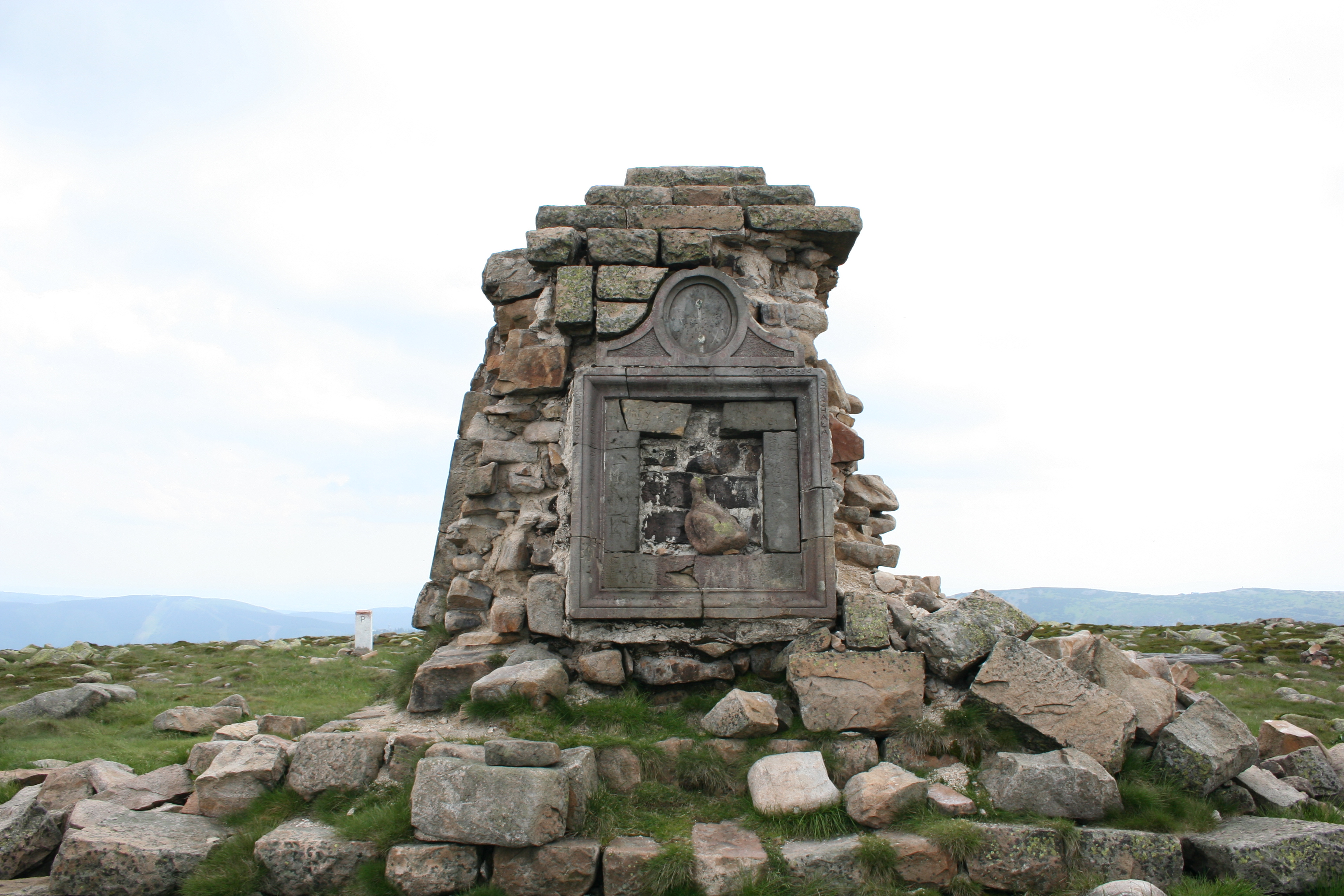
Denkmal für Kaiser Wilhelm I. auf dem Gipfel (heute)
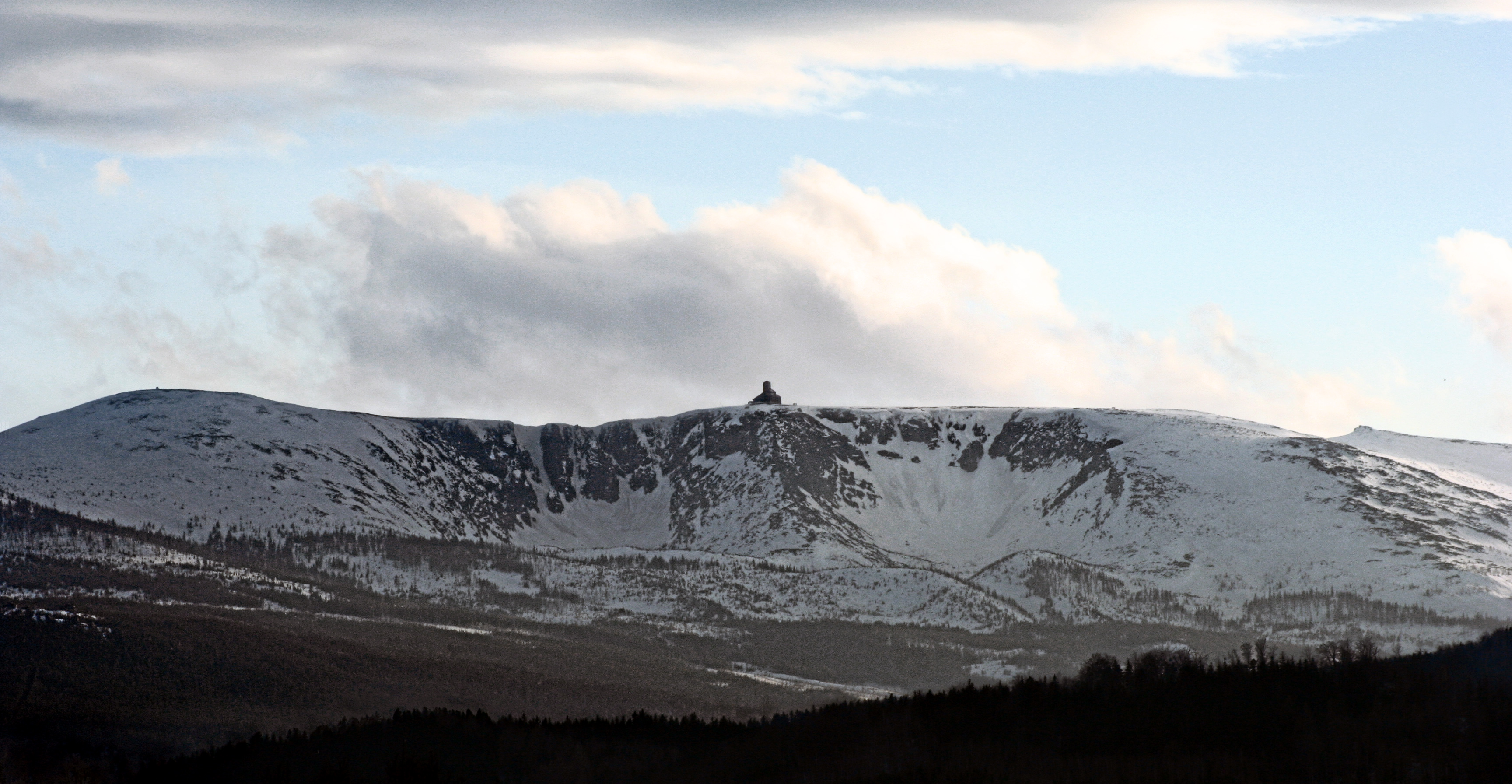
Hohes Rad (links) mit den beiden Schneegruben
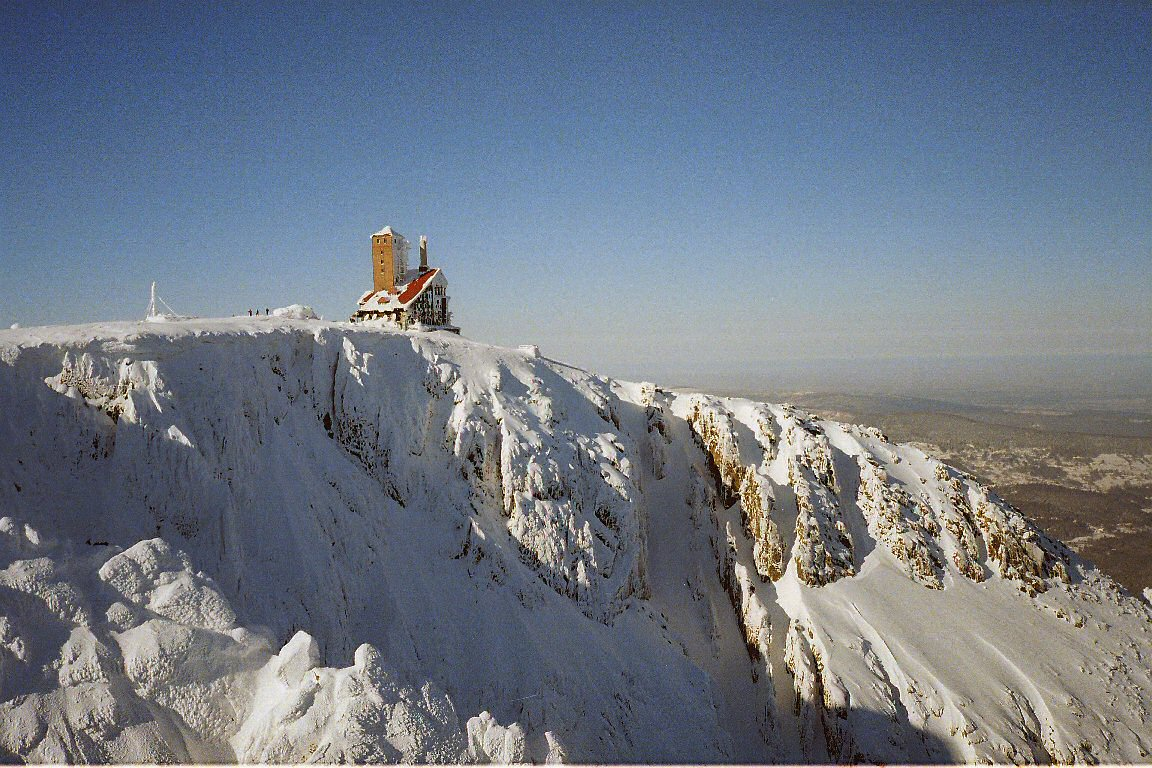
Ehemalige Schneegrubenbaude (Schronisko nad Śnieżnymi Kotłami)
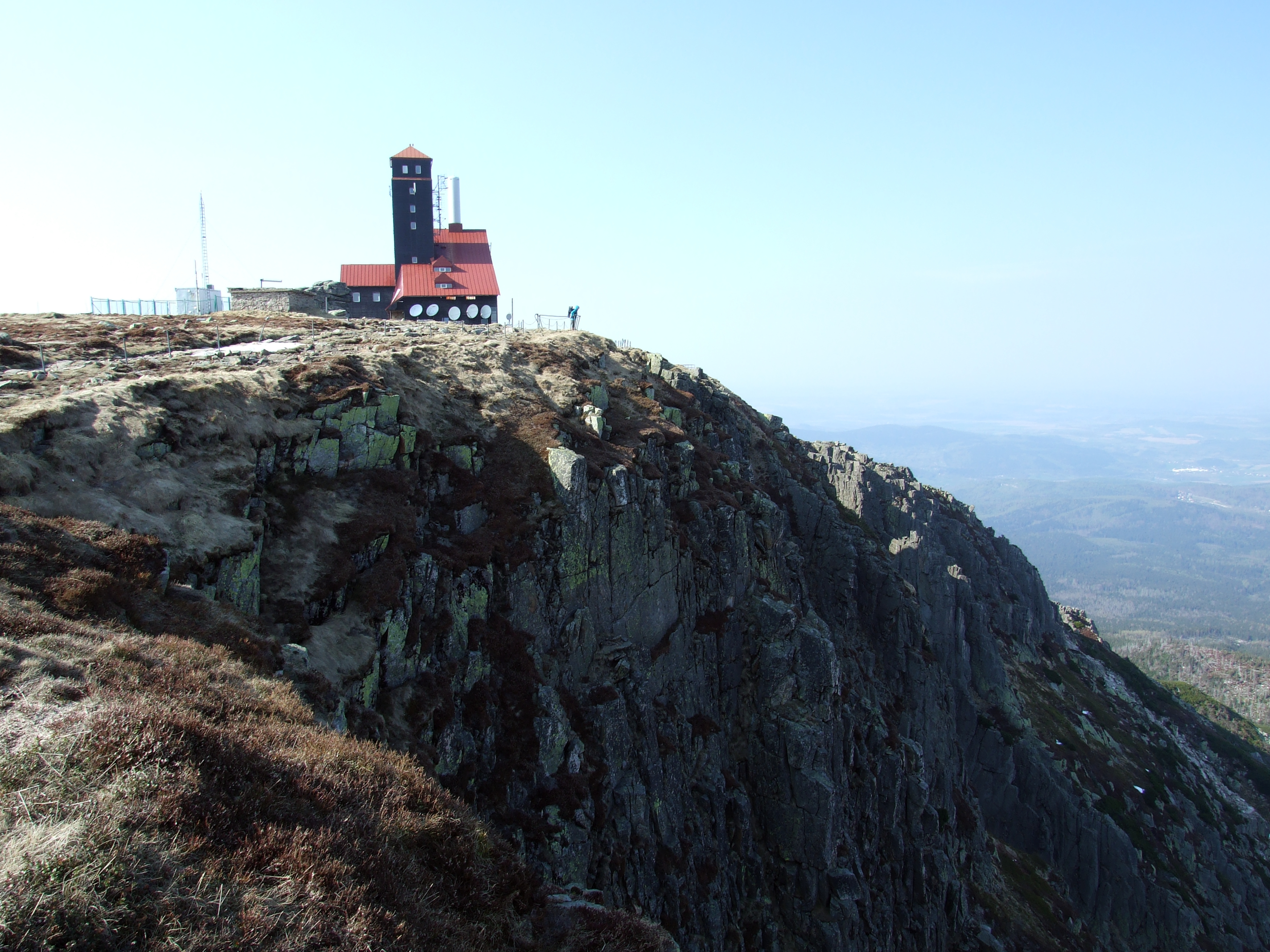
Sendestation in der ehemaligen Schneegrubenbaude
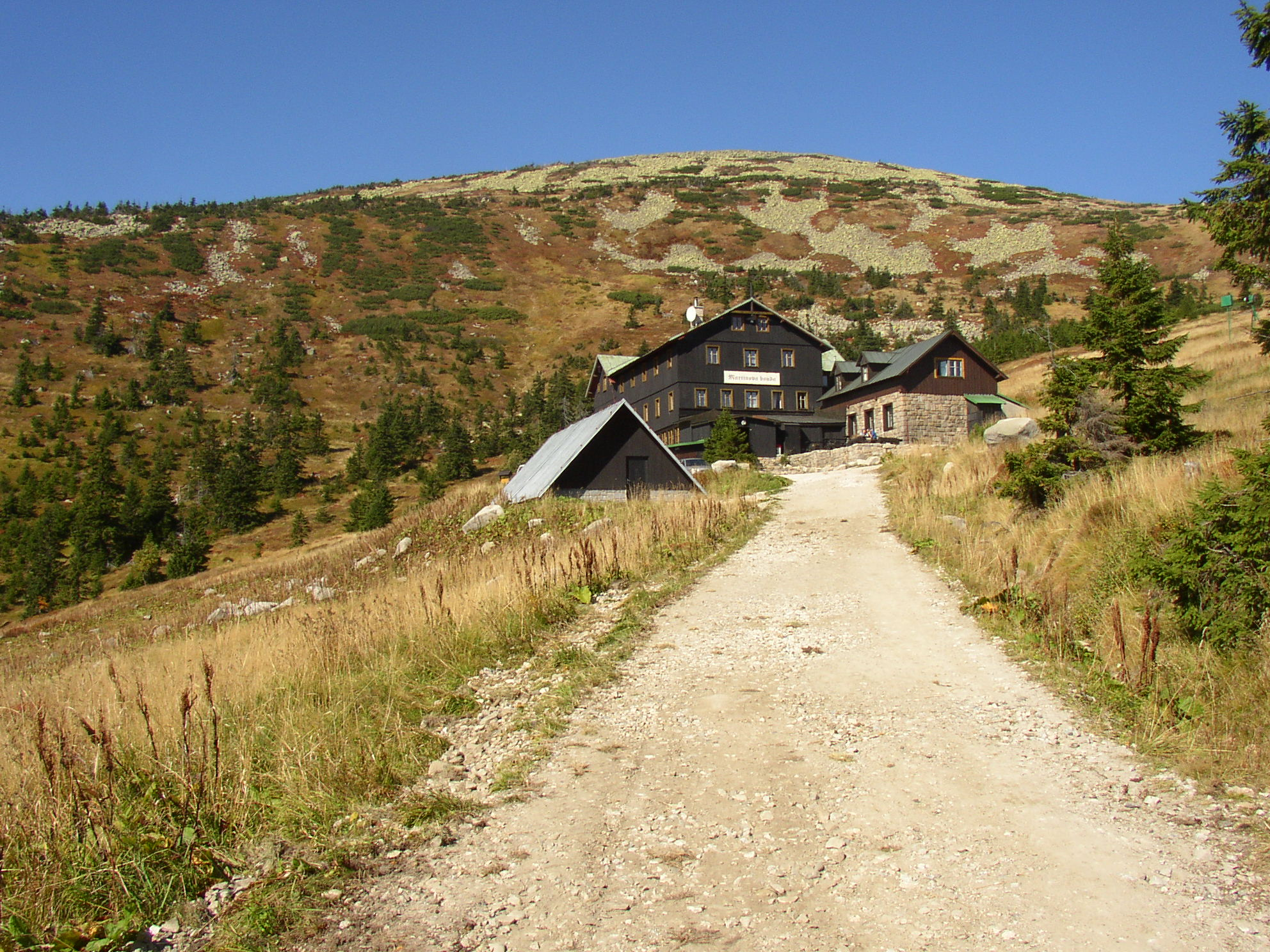
Martinsbaude (Martinova bouda) am Südhang